# San Miguel, Zaragoza
San Miguel är en ort i Mexiko.   Den ligger i kommunen Zaragoza och delstaten Veracruz, i den sydöstra delen av landet, 500 km öster om huvudstaden Mexico City. San Miguel ligger 25 meter över havet och antalet invånare är 103.
Terrängen runt San Miguel är platt. Runt San Miguel är det tätbefolkat, med 343 invånare per kvadratkilometer. Närmaste större samhälle är Minatitlán, 9,6 km nordost om San Miguel. Omgivningarna runt San Miguel är en mosaik av jordbruksmark och naturlig växtlighet.